# Brunfelsia

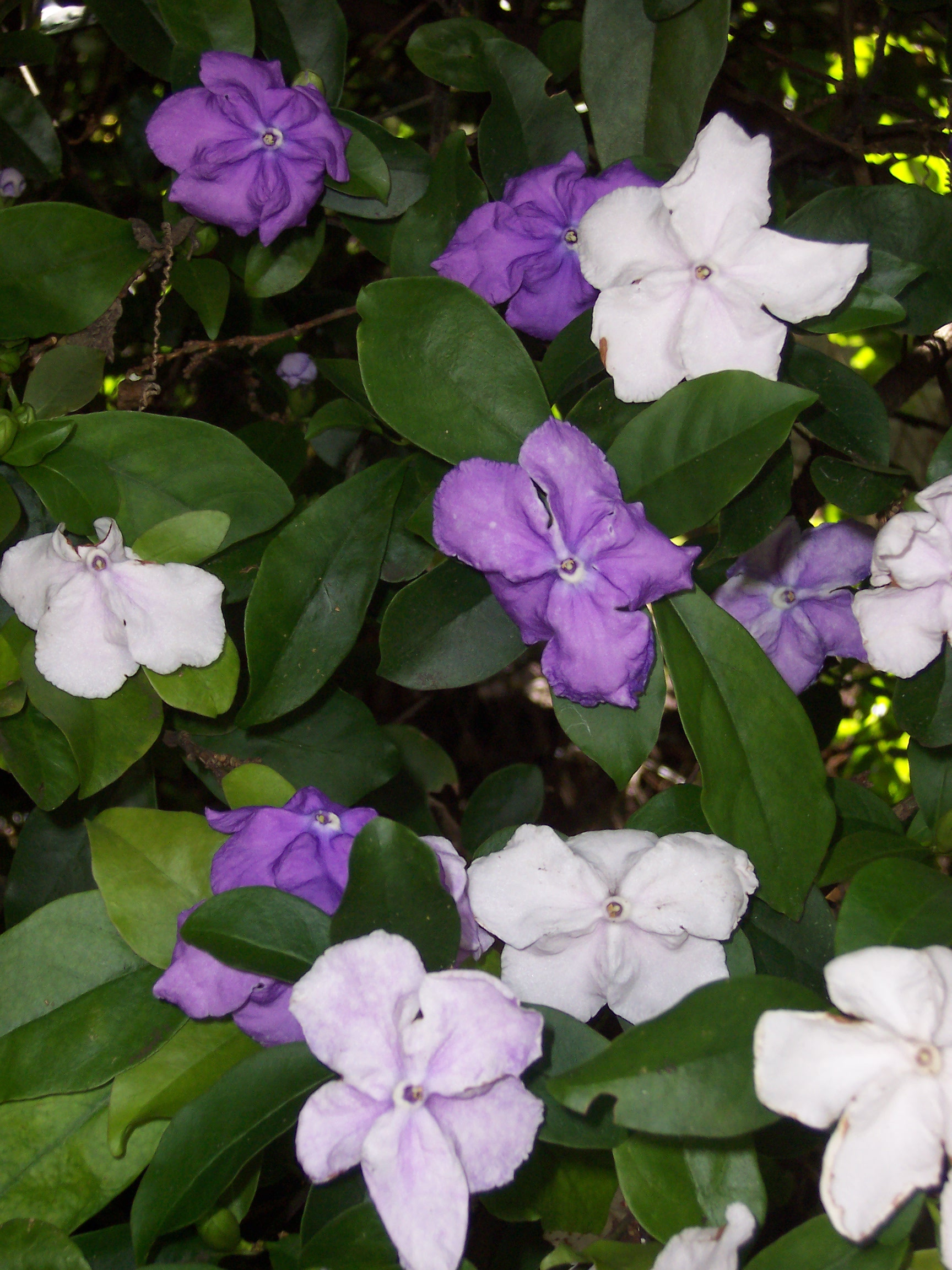

Brunfelsia este un gen de plante originar din America Centrală, America de Sud și Insulele Antile.
B. pauciflora mai este cunoscută și sub numele de "Ieri, azi, mâine" deoarece arbustul poartă simultan flori colorate în 3 nuanțe: violet, violet deschis si alb.
Florile se deschid în culoarea violet pentru ca apoi, pe o perioadă de câteva zile, să își schimbe culoarea în violet deschis iar înainte de ofilire devin albe.
Se înmulțește prin semințe și butași.
Se utilizează ca plantă de apartament.

## Specii
- Brunfelsia americana [3]
- Brunfelsia australis [4]
- Brunfelsia brasiliensis [4]
- Brunfelsia chiricaspi [4]
- Brunfelsia clarensis [4]
- Brunfelsia densifolia [3]
- Brunfelsia dwyeri {[4]
- Brunfelsia grandiflora [4]
- Brunfelsia hopeana [4]
- Brunfelsia hydrangeiformis [4]
- Brunfelsia isola
- Brunfelsia jamaicensis [4]
- Brunfelsia lactea [3]
- Brunfelsia latifolia [4]
- Brunfelsia linearis [4]
- Brunfelsia maliformis [4]
- Brunfelsia membranacea [4]
- Brunfelsia nitida [3]
- Brunfelsia pauciflora (sin. Brunfelsia calycina) [3]
- Brunfelsia picardae [4]
- Brunfelsia pilosa [4]
- Brunfelsia portoricensis [3]
- Brunfelsia ramosissima [4]
- Brunfelsia undulata [4]
- Brunfelsia uniflora [3]